# Heterolocha pyreniata
Heterolocha pyreniata là một loài bướm đêm trong họ Geometridae.